# Sint Maartensbrug
Sint Maartensbrug is een dorp in de gemeente Schagen, in de provincie Noord-Holland. De naam van het dorp wordt ook wel geschreven als St. Maartensbrug.

## Geschiedenis
Sint Maartensbrug is vlak na de droogmaking van de Zijpe ontstaan. De kern van toen begon bij het kruispunt van Groote Sloot en de St. Maartensweg. In 1708 stonden er in het dorp 34 huizen. Er kwamen vrij snel ook enkele centrale voorzieningen, zoals de (hervormde) kerk en het bodehuis.

## Bezienswaardigheden
- De hervormde kerk; deze is een rijksmonument en gebouwd rond 1696. De kerk wordt multi-functioneel gebruikt, er vinden vooral exposities plaats.
- De Molen N-G; een type grondzeiler, waarschijnlijk gebouwd in de tweede helft van de 17e eeuw en uiterlijk gerestaureerd tussen 1969 en 1972. Sinds 24 maart 2004 weer in gebruik.